# Corneliu Porumboiu
Corneliu Porumboiu (n. 14 septembrie 1975, Vaslui) este un regizor, scenarist și producător român contemporan. 

## Viata și educația
Corneliu Porumboiu s-a născut în Vaslui. Este fiul fostului arbitru de fotbal Adrian Porumboiu, în prezent om de afaceri. 
Între anii 1994 și 1998 a urmat cursurile Facultății de Management în cadrul ASE București.
În anul 1999 începe cursurile de regie de film la Universitatea Națională de Artă Teatrală și Cinematografie București pe care o termină în anul 2003. În timpul facultății scrie și regizează nouă scurtmetraje, printre care se numără: Graffiti (2000), Love...sorry (2001), Post telefonic suspendat temporar (2002), Pe aripile vinului (2002). Cu scurtmetrajul de licență Călătorie la oraș, obține premiul II la secțiunea Cinefondation în cadrul Festivalului Internațional de Film de la Cannes.

## Cariera
După terminarea facultății, în 2004, realizează primul mediu-metraj Visul lui Liviu. Tot în 2004 înființează împreună cu Marcela Ursu casa de producție 42 KM FILM.  
În 2005 scrie și regizează primul său lungmetraj A fost sau n-a fost? selectat în Quinzaine des Realisateurs unde obține premiul Camera d'Or. Filmul a primit peste 20 de premii în festivaluri din întreaga lume și a fost distribuit în peste 30 de teritorii.  
În 2009 lansează Polițist, adjectiv, al doilea film scris și regizat de Corneliu Porumboiu. Filmul a câștigat Premiul Juriului la Festivalul Internațional de Film de la Cannes în secțiunea  Un Certain Regard.
În 2013, al treilea lungmetraj Când se lasă seara peste București sau Metabolism, semnat Corneliu Porumboiu, are premiera la Festivalul de Film de la Locarno.   
În 2014 regizează un documentar sportiv – Al doilea joc care a fost prezentat în Berlinale Forum.  
În 2015, următorul său film de ficțiune, Comoara, este premiat cu Un Certain Talent în secțiunea Un Certain Regard a Festivalului Internațional de Film de la Cannes.  
În 2018 realizează un al doilea documentar-Fotbal Infinit-care a avut premiera la secțiunea Berlinale Forum.  
În 2019 finalizează al cincilea film de ficțiune – La Gomera care a avut premiera mondială în Competiția Oficială a ediției 72 a Festivalului Internațional de Film de la Cannes. 

## Viața personală
Porumboiu este căsătorit cu artista vizuală de origine franceză Arantxa Etcheverria și au împreună doi copii. Arantxa a colaborat cu soțul ei la ultimele lui lungmetraje Comoara și La Gomera ca director artistic.

## Premii
- 2004: Premiul II la secțiunea Cinefondation la Festivalul de la Cannes cu scurt-metrajul Călătorie la oraș·
- 2006: Premiul Caméra d'Or și trofeul "Transilvania" la TIFF 2006 pentru filmul A fost sau n-a fost?.
- 2007: Premiul Gopo pentru cea mai bună regie în cadrul galei Premiilor Gopo pentru filmul A fost sau n-a fost?.
- 2009: La Festivalul de la Cannes, filmul lui Corneliu Porumboiu, Polițist, adjectiv (2009), a fost distins cu Premiul FIPRESCI și cu Premiul Juriului, pentru secțiunea Un Certain Regard.
- 2014: Câștigător în secțiunea Cel mai bun lungmetraj românesc în cadrul TIFF și nominalizări pentru Cea mai bună regie, Cel mai bun lungmetraj, Cel mai bun documentar în cadrul premiilor Gopo cu filmul Al doilea joc.
- 2015: Câștigător în secțiunea Cel mai bun lungmetraj românesc în cadrul TIFF, A Certain Talent pentru secțiunea Un Certain Regard la Cannes, premiul FIPRESCI pentru Cel mai bun film și premiul pentru Cel mai bun scenariu în cadrul Cairo International Film Festival cu filmul Comoara.
- 2018: Câștigă premiul pentru Cel mai bun documentar în cadrul Festivalului de Film din Ierusalim, cu filmul Fotbal Infinit.
- 2019: Câștigă premiul pentru Cel mai bun scenariu în cadrul festivalului de la Sevilia cu filmul La Gomera.

## Filmografie

### Regizor
- Pe aripile vinului (2002)
- Călătorie la oraș (2003)
- Visul lui Liviu (2004)
- A fost sau n-a fost? (2006)
- Polițist, adjectiv (2009)
- Când se lasă seara peste București sau Metabolism (2013)
- Al doilea joc (2014)
- Comoara (2015)[3]
- Fotbal infinit (2018)
- La Gomera (2019)

### Scenarist
- Pe aripile vinului (2002)
- Călătorie la oraș (2003)
- Visul lui Liviu (2004)
- A fost sau n-a fost? (2006)
- Polițist, adjectiv (2009)
- Când se lasă seara peste București sau Metabolism (2013)
- La limita de jos a cerului (2013)
- Al doilea joc (2014)
- Comoara (2015)
- Fotbal infinit (2018)
- La Gomera (2019)

### Producător
- A fost sau n-a fost? (2006)
- Polițist, adjectiv (2009)